# Nicrophorus vespillo
Ne doit pas être confondu avec Nicrophorus vespilloides.
Espèce
Nicrophorus vespillo est une espèce d'insectes coléoptères de la famille des Silphidae.
Comme les espèces voisines de nécrophores, il se nourrit de cadavres de petits animaux (oiseaux, mammifères), qu'il soit à l'état adulte ou à l'état larvaire.

## Comportement
Un cadavre va attirer un nombre important de Nicrophorus vespillo mais seulement un couple va en obtenir la propriété exclusive. Une fois le cadavre gagné, le couple creuse, en quelques heures, une galerie souterraine oblique, dans laquelle ils font glisser le cadavre. Ensuite, la femelle rogne le cadavre. Elle déposera ensuite, dans une galerie accédant au cadavre 10 à 12 œufs. La femelle retourne alors au cadavre, dans lequel elle rongera un orifice dans sa chair pour se nourrir. Ce faisant, elle y dépose des sucs gastriques, préparant la nourriture pour les futures larves, qui naîtront 5 jours plus tard.